# Grinling Gibbons
Pour les articles homonymes, voir Gibbons (homonymie).
Grinling Gibbons, né le 4 avril 1648 et décédé le 3 août 1721, est un sculpteur sur bois anglo-néerlandais connu pour son travail en Angleterre, notamment au château de Windsor et au château de Hampton Court, à la cathédrale Saint-Paul de Londres et dans diverses églises de Londres, à Petworth House et d'autres maisons de campagne, à Trinity College (Oxford) et Trinity College (Cambridge). Gibbons est né de parents anglais en Hollande, où il a fait ses études. Son travail occupe une place à part dans le baroque.
Il est généralement considéré comme l'un des plus habiles sculpteurs sur bois d'Angleterre, et le seul dont le nom soit, à vrai dire, connu d'un large public. Il travaillait essentiellement le bois de tilleul, surtout pour l'exécution d'ornements baroques comportant des natures-mortes grandeur nature, destinés le plus souvent à des encadrements (miroirs, jubés et cimaises) ; mais il a également réalisé des meubles et des placages figuratifs. On dit que ses sculptures sont si fragiles que les fleurs qu'il sculptait tremblaient lorsqu'une voiture passait à proximité. Gibbons a aussi signé des œuvres en pierre, surtout pour les églises, mais à un moment où il dirigeait déjà un important atelier, de sorte que la part personnelle de son travail dans ces dernières sculptures est difficile à apprécier.

## Biographie

### Jeunesse et formation
On sait très peu de choses sur sa jeunesse. Le prénom atypique Grinling est formé de deux noms de la famille de sa mère.
Grinling Gibbons nait en Hollande à Rotterdam en 1648 où ses parents, qui sont d'origine anglaise, résident comme marchands de drap ; sa mère la fille d'un marchand de tabac. On pense parfois que son père est peut-être l'Anglais Samuel Gibbons, qui a travaillé sous Inigo Jones. Au point de vue religieux, il est quaker.
Il se forme à Rotterdam et en Europe continentale, acquérant des compétences dans les techniques de dessin et de sculpture qui, selon le spécialiste de Gibbons, David Esterly, lui ont donné un net avantage sur ses homologues anglais. Gibbons acquiert également des outils meilleurs et plus fins sur le continent européen que ceux disponibles en Angleterre à l'époque. Alors que ses collègues anglais travaillent encore dans le chêne et le pin, il apprend à utiliser principalement le tilleul. Comme d'habitude sur le continent, il travaille en très petites pièces. L'une de ses premières œuvres survivantes est un petit relief en buis montrant le roi David jouant de la harpe. Une deuxième œuvre, connue uniquement par sa description, ne mesurait qu'environ 15 centimètres de haut, et montrait Élie sous le genévrier. Il est possible qu'il ait réalisé les deux sculptures sur le continent et qu'il les ait ramenées en Angleterre comme preuve de son talent. Le sculpteur américain David Esterly écrit à propos de cette œuvre qu'elle est si différente des sculptures anglaises typiques qu'elle pourrait provenir de Mars.
En 1648, la construction d'un nouvel hôtel de ville sur la place du Dam à Amsterdam débute sous la direction de Jacob van Campen. La construction du plus grand édifice séculaire d'Europe durera jusqu'en 1665. Il est possible que Gibbons ait travaillé sur ce projet ambitieux en tant que compagnon. À partir de 1650, la production de sculptures pour la décoration de l'édifice est confiée à Artus Quellinus (1609-1668) d'Anvers, qui a appris son art auprès de François Duquesnoy à Rome. Il est le tuteur de son neveu Artus Quellinus le Jeune (1625-1700). Gibbons a peut-être aussi été son apprenti, car il a ensuite formé un partenariat pendant un certain temps avec Artus Quellinus III (1653-1686), le fils d'Artus Quellinus le Jeune. Si Artus Quellin l'Ancien est son maître, ce qui n'est pas certain, Gibbons a peut-être apporté une modeste contribution à la construction du palais royal d'Amsterdam.

### Découverte par John Evelyn

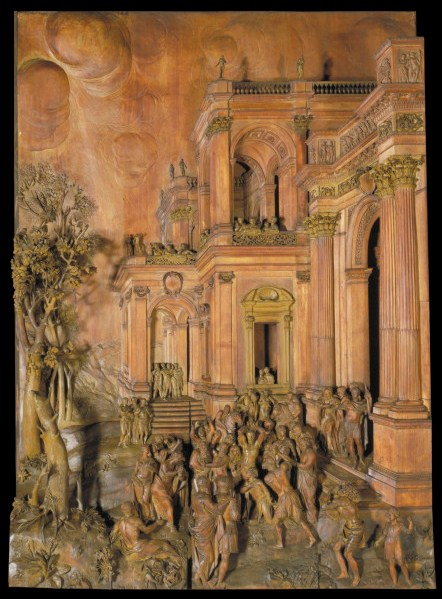
Lapidation de saint Étienne, v. 1680, Victoria and Albert Museum.

Il se rend ensuite en Angleterre, probablement en 1667, alors qu'il a environ 19 ans, et commence sa carrière dans le Yorkshire. En Angleterre, il fait face à moins de concurrence. Il y a beaucoup de constructions, en particulier à Londres, qui se remet du grand incendie de 1666. Il travaille d'abord à York, puis déménage à Deptford. Son talent est découvert par hasard en 1671 par le chroniqueur et architecte John Evelyn. Gibbons travaille à cette époque comme sculpteur pour les constructeurs navals à Deptford. Pendant son temps libre, il retravaille en relief sur bois un tableau de la Crucifixion du Tintoret Evelyn, à qui Gibbons a loué un cottage sur son domaine de Sayes Court (aujourd'hui partie du sud-est de Londres), le voit, lui et son travail, lorsqu'il passe devant la fenêtre de son atelier. Le 18 janvier 1671, il décrit en détail cette rencontre « dans un lieu obscur » dans « une pauvre maison solitaire au toit de chaume, dans un champ de notre paroisse, Neere Sayes Court.» « J'ai vu le jeune homme à sa sculpture, à la lumière d'une bougie. Je l'ai vu s'occuper d'une représentation sculptée de la Crucifixion du Tintoret, qu'il avait dans un cadre de sa propre fabrication. » Il est tellement séduit par talent du jeune homme qu'en l'espace d'un mois, il lui présente deux autres hommes bien connus : l'architecte Christopher Wren et Samuel Pepys, secrétaire d'État au Navy Board et député. Pepys ne tient pas de journal à ce moment-là, donc la rencontre entre lui et Gibbons n'est pas consignée. Même Evelyn, qui comme Pepys écrit régulièrement des journaux, est silencieux sur la rencontre. Le fait que Gibbons ne travaille pour Christopher Wren que dix ans plus tard est une indication que Wren est d'abord circonspect.
Peu de temps après, lui et son travail sont présentés à Charles II (roi d'Angleterre) grâce aux relations d'Evelyn. Cependant, cette première rencontre ne conduit pas Gibbons à recevoir des commissions de la cour royale. Le sujet de son relief en bois est considéré comme inapproprié car catholique. David Esterly soutient que ce n'est pas le seul problème qui a empêché Gibbons d'avoir un succès immédiat à la cour royale d'Angleterre. John Evelyn a beaucoup voyagé sur le continent européen et y a beaucoup traité de la scène artistique. Il a donc pu juger et apprécier l'habileté inhabituelle de Gibbons. En Angleterre, contrairement au continent européen, il n'y a pas de marché de l'art pour de telles œuvres. Il est significatif qu'après avoir rencontré Charles II, Gibbons n'ait exécuté qu'une seule fois un relief comparable, vers 1680, un grand relief en bois représentant la lapidation de saint Stéphane qui reste sa possession privée jusqu'à la fin de sa vie.

### Commission de Thomas Betterton et Hughes May

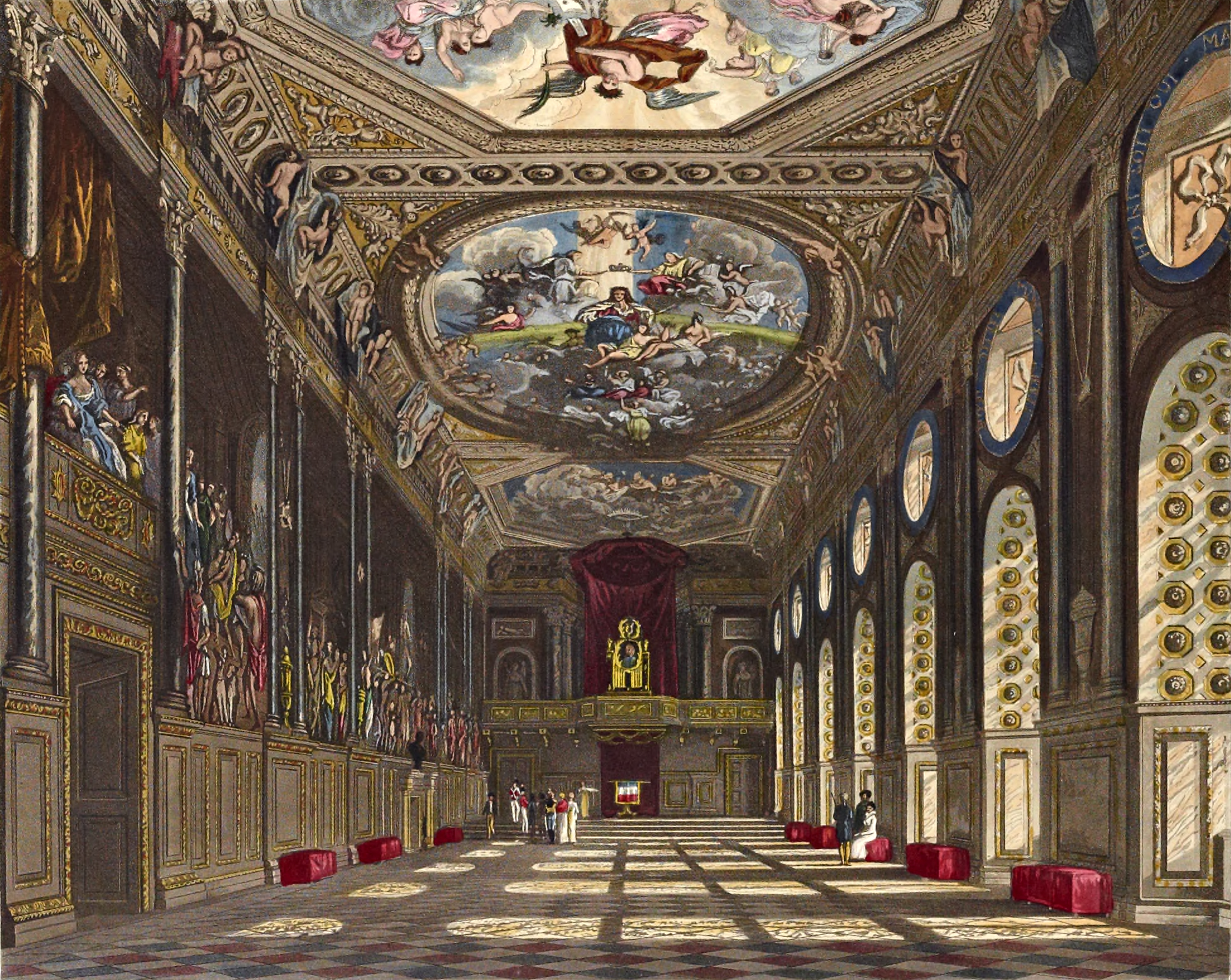
W.H. Payne, St George's Hall Windsor, montrant le style baroque des aménagements réalisés à Windsor pour Charles II par l’architecte Hugh May, avec les peintures d'Antonio Verrio et les sculptures de Grinling Gibbons, 1819.

Esterly pense que Gibbons prend une décision très pragmatique après l'expérience à la cour royale anglaise. Il se concentre sur la réalisation de sculptures purement décoratives. Le directeur de théâtre londonien et dramaturge Thomas Betterton est son premier client en 1671. Gibbons doit sculpter des ornements décoratifs pour le nouveau théâtre de Dorset Garden, ornant les corniches et les chapiteaux, une commande purement artistique ; de l'avis d'Esterly, Gibbons n'est pas particulièrement compétent en ornementation décorative. Dans l'ensemble, cependant, le travail de Gibbon doit avoir été si frappant que le peintre de la cour Peter Lely le remarque. L'ami le plus proche de Lely est le courtisan et architecte Hugh May, qui va finalement influencer le développement professionnel de Gibbons.
Hugh May charge Gibbons de faire des travaux dans deux maisons de campagne nouvellement construites. Au milieu des années 1670, Lely et May font en sorte que Gibbon et ses œuvres soient à nouveau présentés à Charles II. Le roi charge Hugh May de remodeler les appartements royaux et le St George's Hall du château de Windsor. La réintroduction au roi vise à savoir si Gibbons doit être chargé de sculpter ces pièces. Cette fois, Gibbons n'apporte pas d'œuvre en relief à thème religieux comme pièce d'essai, mais un dessus-de-porte avec une guirlande de poissons, coquillages et autres ornements. Il est chargé de faire le travail pour le château de Windsor, devenant le principal sculpteur d'Angleterre.
Lors de la rénovation du château de Windsor, May remplace les appartements originaux de l'époque Plantagenêt sur la terrasse nord par le Star Building en forme de cube. Ces appartements sont décorées de peintures au plafond d'Antonio Verrio et de sculptures de Grinling Gibbons. Le roi acquiert également des tapisseries et des peintures pour meubler les pièces. Ces œuvres d'art forment la base de la collection royale d'aujourd'hui, la Royal Collection. Trois des pièces sont restées en grande partie inchangées : le salon et la salle d'audience de la reine, tous deux destinés à l'épouse de Charles II, Catherine de Bragance, et la salle à manger du roi. Les peintures au plafond de Verrio et les panneaux muraux de Gibbons y ont survécu. À l'origine, vingt pièces étaient dans cette configuration. Une partie du travail de Gibbon a été sauvegardée lorsque des modifications ont été apportées à la suite d'un remodelage ou d'une restauration à la fin du XIXe siècle : ces sculptures ont été incorporées dans le nouvel intérieur de la salle du trône de l'Ordre de la Jarretière et dans la salle de Waterloo.

### Notoriété

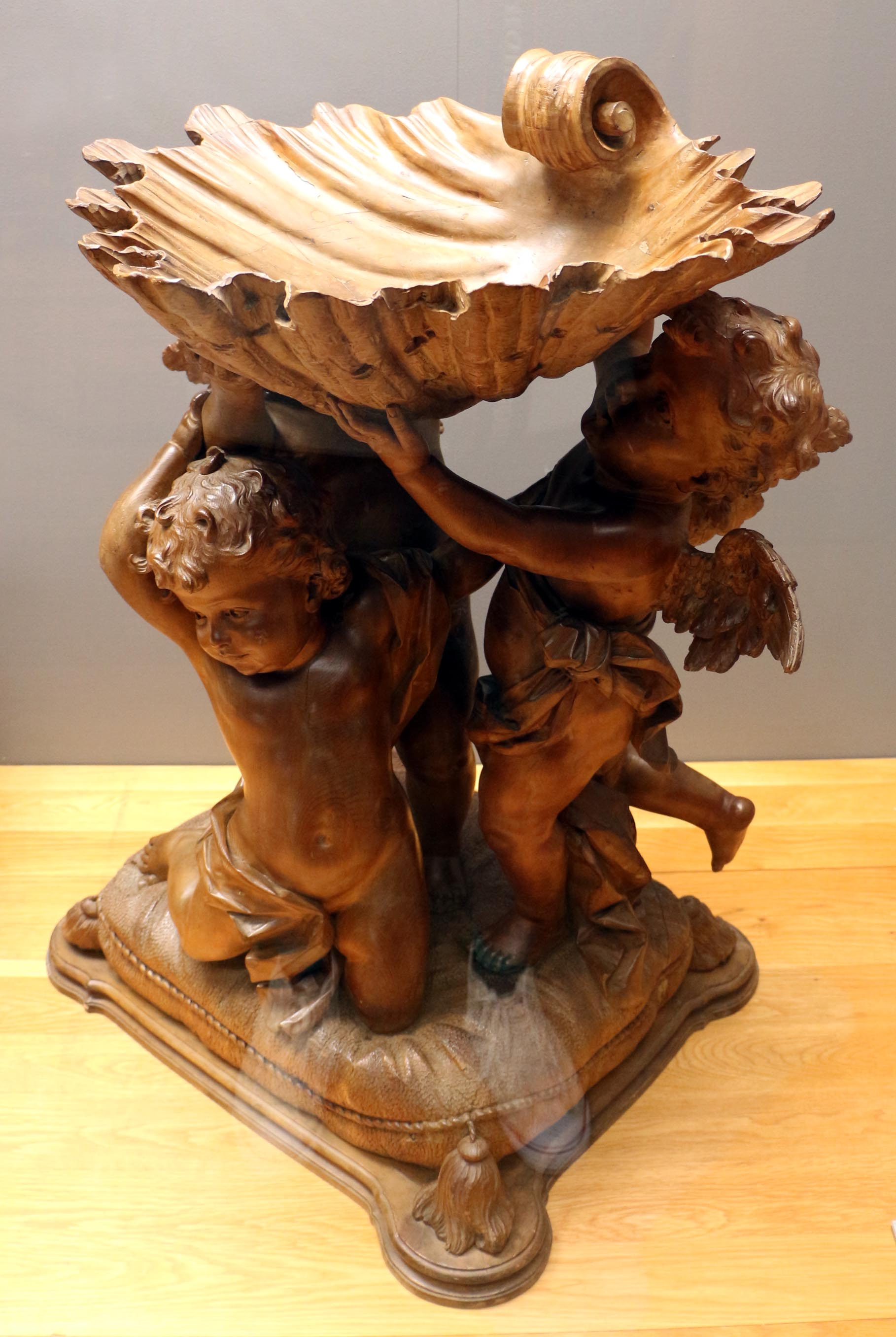
Modèle pour bénitier pour la cathédrale Saint-Paul à Londres, v. 1700-1720.

En 1672, Gibbons s'installe à Ludgate Hill et est admis dans la Drapers' Company (compagnie des drapiers), l'une des 107 Livery Companies, les guildes de la Cité de Londres, qui est à l'origine une guilde de l'industrie du tissu. Il y est admis par héritage en 1672 et appelé à la livrée en 1685. Il est élu à la cour et en tant que directeur, puis se présente aux élections pour être maître en 1718, 1719 et 1720, perdant à chaque fois contre un échevin. En 1680, il est déjà connu sous le nom de « King's Carver ».
Au milieu des années 1670, Gibbons passe de l'art religieux traditionnel à des représentations plus profanes. À cette époque, il fournit les décorations de deux villas dans le Hertfordshire, Holme Lacy (maintenant un hôtel) et Cassiobury House (démolie en 1927). Le propriétaire de Cassiobury Park est Arthur Capel (1er comte d'Essex) qui le nomme patron of the arts (« patron des arts »). Après une visite de la maison, John Evelyn, le 16 avril 1680, fait l'éloge des « pièces justes et bonnes et des excellentes sculptures de Grinling Gibbons, en particulier la cheminée de la bibliothèque ». Ce qui reste de ces lambris et panneaux est éparpillé dans diverses maisons du pays.
Des fonts baptismaux avec un auvent en bois sont installés dans All Hallows-by-the-Tower, la plus ancienne église de Londres, qui auraient été fabriqués par Gibbons en 1682. Beaucoup considèrent cette œuvre d'art comme l'une des plus belles sculptures de Londres. Cette église, non loin de Pudding Lane, a résisté au Grand Incendie car les maisons environnantes avaient été démolies pour un pare-feu. Gibbons a également pu s'inspirer des trois grandes statues de saints de l'église qui datent du XVe ou XVIe siècle.
Le dernier ébéniste de cour, Gerrit Jensen (1680-1715), conçoit l'intérieur du palais de Kensington en collaboration avec Gibbons et d'autres sur commande de George Ier (roi de Grande-Bretagne).
Grinling Gibbons a un atelier très recherché où on rencontre de nombreux sculpteurs flamands comme Arnold Quellin (1653-1686), le cousin d’Artus Quellinus le Jeune, Antoon Verhuke, les sculpteurs malinois John Nost et Laurent van der Meulen et le sculpteur bruxellois Pierre Van Dievoet qui modèlent la Statue de Jacques II en bronze (1686) actuellement à Trafalgar Square. Comme ces artistes flamands ne sont pas des stagiaires, ils n'ont jamais été inscrits dans les registres du drapier. Dans un document daté de 1679, van der Meulen, Quellin et Verhuke sont qualifiés de servants de Gibbons, c'est-à-dire des collaborateurs. Beaucoup d'entre eux quittent Londres et retournent dans leur pays d'origine après la Glorieuse Révolution de 1688.
Le roi Guillaume III charge Gibbons de décorer ses appartements d'État et est tellement impressionné par le résultat qu'en 1693, il décerne à Gibbons le titre spécial de « Master Carver » (maître sculpteur). Nicholas Hawksmoor conçoit l'orangerie dans le jardin du palais de Kensington en 1695 dont les panneaux décorés sont de Gibbons.
Sir Christopher Wren rénove les appartements royaux du château de Hampton Court pour Guillaume III et Marie II (reine d'Angleterre). Depuis 1699, la chambre de garde du roi abrite près de 3 000 épées, baïonnettes, mousquets et pistolets dans une exposition ornée de sculptures de Gibbons.
Après la mort de Guillaume et Marie sans enfant, le trône revient à sa sœur Anne Stuart en 1702. Le style Queen Anne met l'accent sur l'élégance plutôt que sur le baroque somptueux, ce qui provoque l'effondrement du marché de la spécialité de Gibbons. Dans certaines périodes ultérieures, son atelier se consacre exclusivement à la sculpture sur pierre. Par exemple, il a créé un monument en marbre à l'amiral George Churchill (†1710) pour sa dernière demeure à l'abbaye de Westminster.
Horace Walpole écrit plus tard à propos de Gibbons : « Il n'y a aucun exemple d'un homme avant Gibbons qui ait donné au bois la légèreté lâche et aérienne des fleurs, et enchaîné les diverses productions des éléments avec le désordre libre naturel à chaque espèce. »  
Il vit dans la  prospérité. En 1678, le premier de ses douze enfants est baptisé. Sa femme Elizabeth (nom de famille inconnu) décède en 1719.
Gibbons est enterré à l'église Saint-Paul (Covent Garden) de Londres.
Il existe un portrait de Grinling Gibbons par Sir Godfrey Kneller (1646-1723), conservé à Moscou au musée de l'Ermitage.

## Œuvres

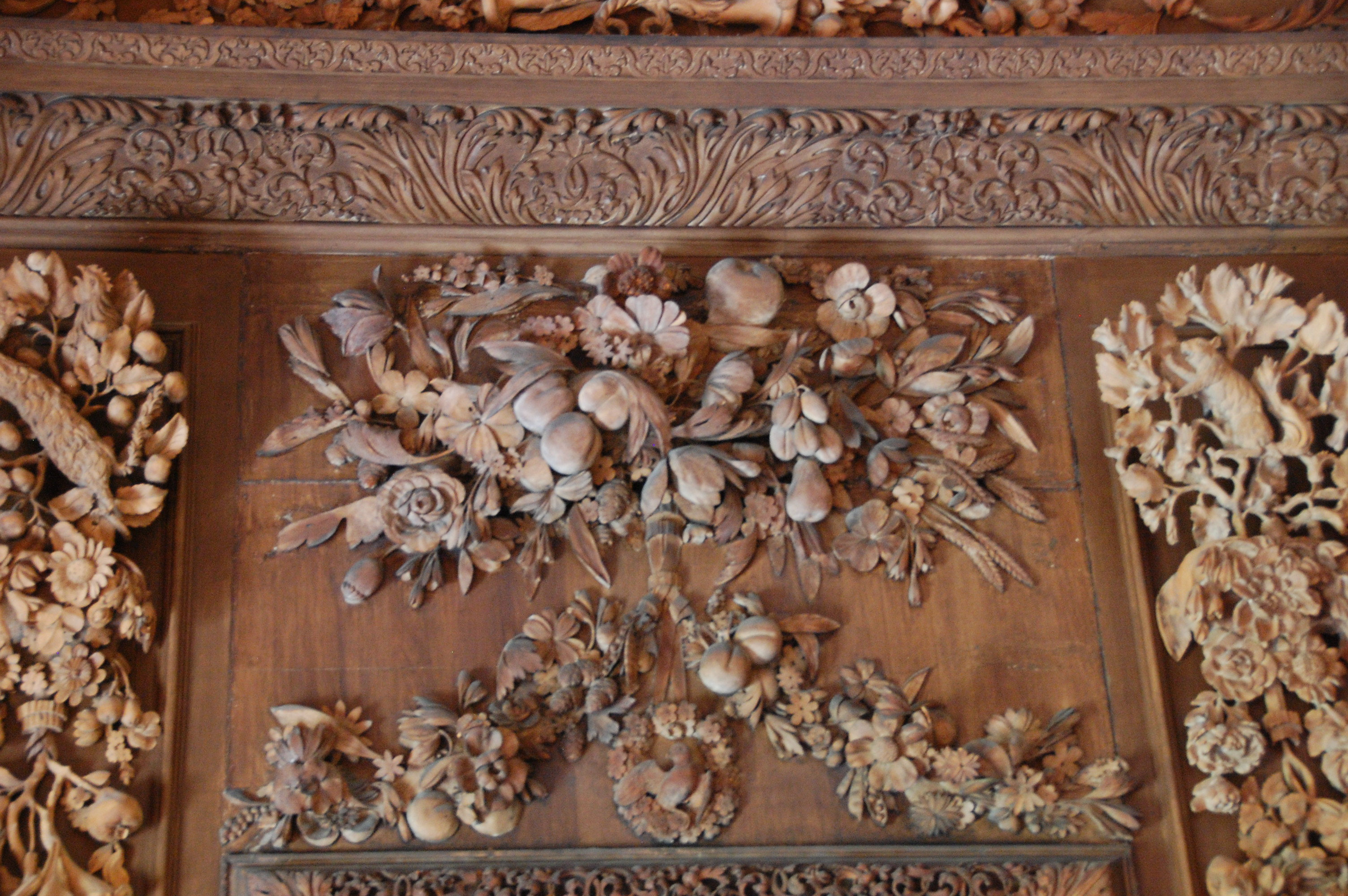
Détail de la Carved Room, Petworth House.

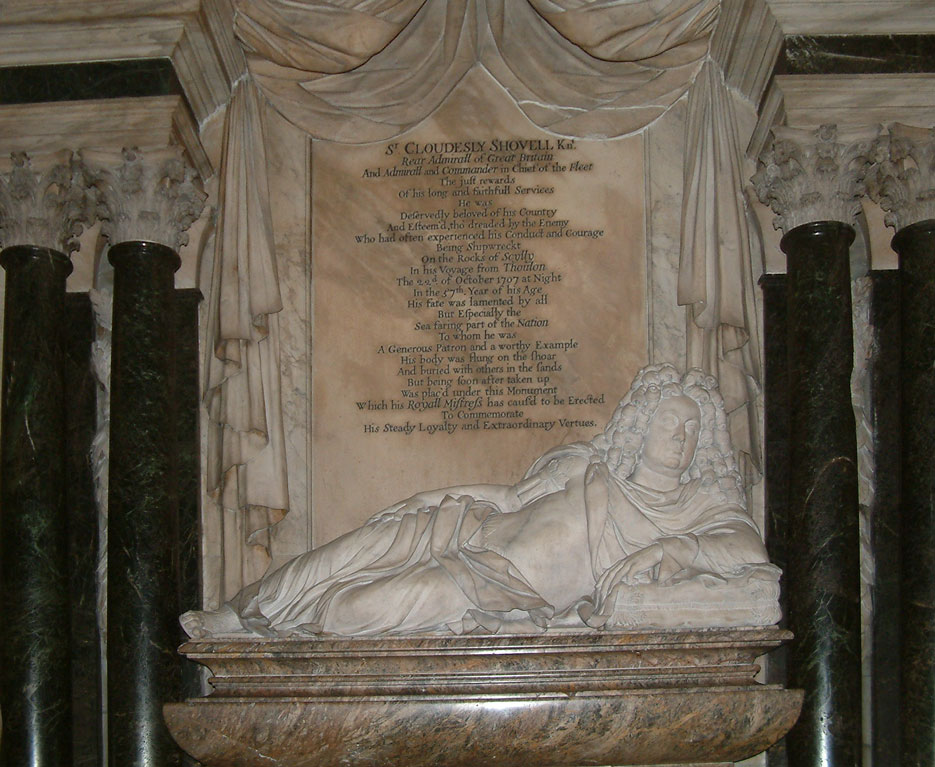
Monument à l'amiral Shovell à l'abbaye de Westminster.

Gibbons est employé par Wren pour travailler sur la cathédrale Saint-Paul et est ensuite été nommé maître sculpteur de George Ier. Il est également chargé par le roi Guillaume III de créer des sculptures, dont certaines ornent aujourd'hui le palais de Kensington. Un exemple de son travail peut être vu dans la Presence Chamber au-dessus de la cheminée, qui était à l'origine destiné à encadrer un portrait de la reine Marie II après sa mort en 1694, ainsi que dans l'orangerie de Kensington qui conserve quelques-unes de ses pièces. De nombreux exemples de son travail sont présents dans les églises de Londres, en particulier les stalles du chœur et le buffet d'orgue de la cathédrale Saint-Paul. Certaines des plus belles sculptures de Gibbons accessibles au grand public sont celles visibles à Petworth House dans le Sussex de l'Ouest où la Carved Room (salle sculptée) abrite une belle et vaste exposition de sculptures en bois complexes de Gibbons.
À Londres, son travail est visible dans l'église Saint-Michael Paternoster Royal et l'église Saint-Jacques de Piccadilly, où il a sculpté les retables en bois et les fonts baptismaux en marbre. L'aversion anglicane pour les retables peints laissait généralement un grand espace sur le mur qui devait être rempli, ce qui donnait souvent aux guirlandes de Grinling une position très importante, comme ici. Il est surtout un virtuose de la sculpture sur bois ornée de fleurs et de coquillages.
En 1682, le roi Charles II charge Gibbons de sculpter un panneau comme cadeau diplomatique pour son allié politique Cosme III de Médicis, grand-duc de Toscane. Le Panneau Cosimo est une allégorie de l'Art triomphant de la Haine et de l'Agitation et comprend un médaillon avec un bas-relief de Pierre de Cortone, le peintre préféré de Cosme. Le panneau est conservé au palais Pitti à Florence. Il a été exposé au Royaume-Uni lors de l'exposition Grinling Gibbons and the Art of Carving qui s'est tenue au V&A du 22 octobre 1998 au 24 janvier 1999.
En 1685, le nouveau roi Jacques II demande à Gibbons de sculpter un panneau pour un autre allié italien, le duc de Modène Francesco II d'Este, frère de sa seconde épouse Marie de Modène. Le Panneau de Modène est un memento mori pour Charles II mort plus tôt cette année-là et comprend un chant de la pièce The Contention of Ajax and Ulysses du dramaturge James Shirley : « Il n'y a pas d'armure contre le destin ; la mort pose sa main glacée sur les rois : le sceptre et la couronne doivent tomber ». Il comporte également un autoportrait en médaillon de Gibbons. Le panneau est exposé dans la Galleria Estense à Modène.
L'église St Peter and St Paul à Exton (Rutland) possède une belle tombe en marbre de Gibbons, datant de 1685, montrant le vicomte Campden avec sa quatrième épouse, Elizabeth Bertie, et les sculptures de ses 19 enfants.
Les artistes flamands ont travaillé sur diverses commandes dans l'atelier de Gibbons, mais les contributions d'artistes particuliers actifs dans l'atelier ne sont pas toujours identifiables. Laurens van der Meulen et Peter van Dievoet sont connus pour avoir collaboré à la création de la Statue de Jacques II lors de leur séjour.
Son œuvre de bronze et de marbre est moins nombreuse. Il exécute par exemple le monument de Sir Cloudesley Shoved (1707) à l'abbaye de Westminster à Londres.
L'église St Michael and All Angels, Badminton (Royaume-Uni), a un monument de Gibbons à Henry Somerset (1er duc de Beaufort) (1629–1700). Il est enterré aux côtés de ses ancêtres dans la chapelle de Beaufort dans la chapelle Saint-Georges de Windsor, mais le monument a été déplacé à Badminton en 1878. Il est maintenant sur le côté nord du chœur à Église St Michael and All Angels et se compose d'une effigie du duc en robe de l'ordre de la Jarretière, allongée sur un sarcophage et un socle avec un relief de saint Georges et le  Dragon. Il comporte des colonnes corinthiennes jumelles avec des fûts en relief, une frise d'acanthe, une corniche avec des urnes enflammées et les armes du duc. Au sommet, un coussin à glands soutient une couronne ; des figures féminines en pied de la Justice et de la Vérité se trouvent sur le socle. Au-dessus de l'effigie du duc, des rideaux séparés montrent l'hôte céleste avec des palmes et des couronnes. L'inscription latine affiche les noms de sa famille et les nombreuses charges qu'il a exercées.
Gibbons exécute en 1707 le monument pour l'amiral sir Cloudesley Shovell, qui a été tué lors du désastre naval des Sorlingues. Le grand monument en marbre est situé dans l'allée sud du chœur de l'abbaye de Westminster.

## Reconstruction des sculptures perdues lors de l'incendie du château de Hampton Court en 1986

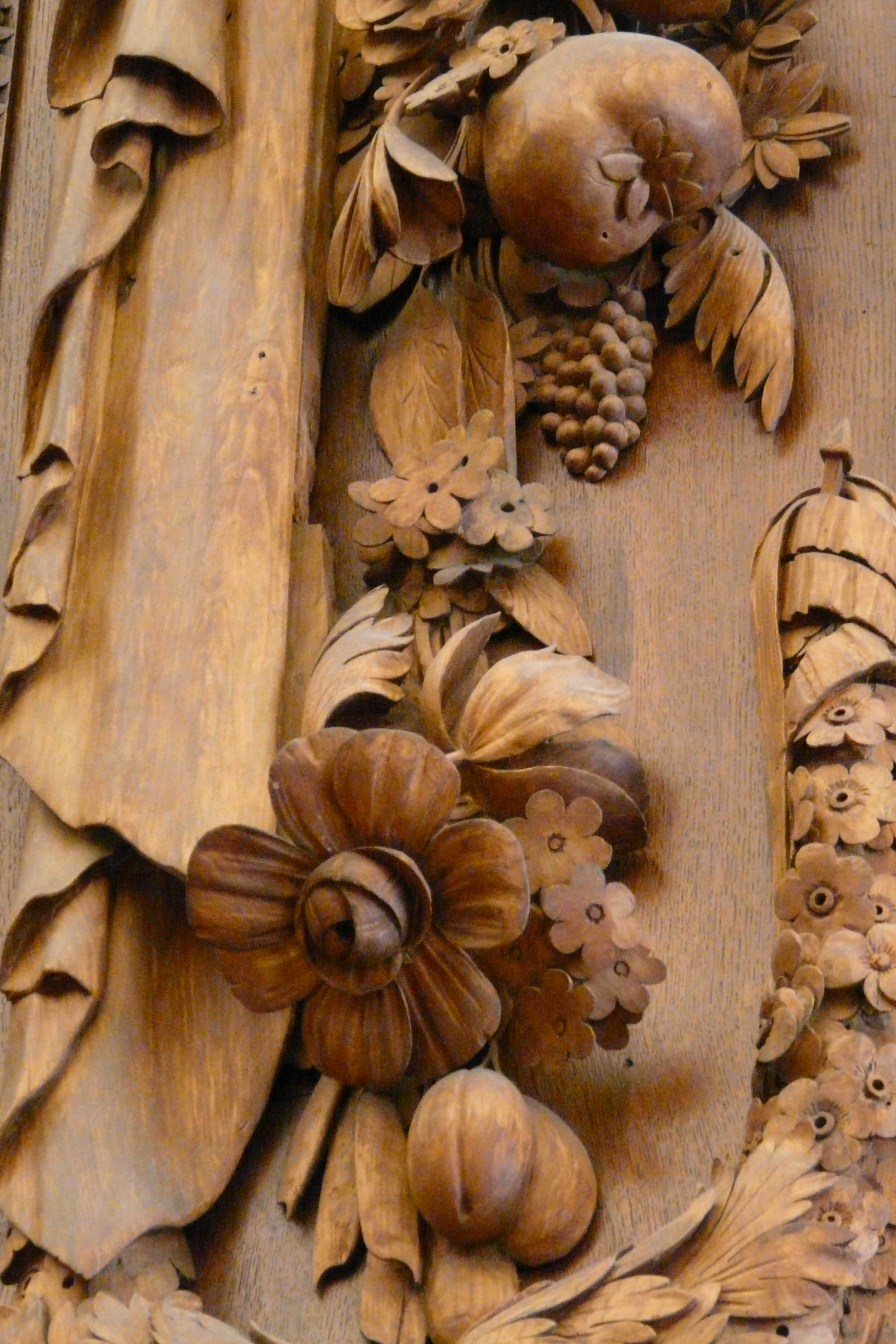
Sculpture sur bois de Grinling Gibbons dans les appartements de Guillaume III au château de Hampton Court.

En 1986, un incendie endommage des parties du château de Hampton Court. L'incendie se déclare au-dessus des appartements du roi. La construction du plafond choisie par Christopher Wren dans cette partie du palais empêche le feu de se propager rapidement aux pièces en dessous. L'incendie est découvert assez tôt pour sauver le mobilier de cette partie du palais. Cependant, les sculptures décoratives de Grinling Gibbons clouées haut sur les panneaux muraux sont endommagées par le feu et l'eau de lutte contre l'incendie. Une sculpture de plus de deux mètres de long qui ornait le côté d'une porte est entièrement brûlée. Le sculpteur américain David Esterly est chargé de créer une reproduction de cette sculpture perdue et travaille au château de Hampton Court pendant un an. Il relate ses expériences pendant cette période dans le livre non romanesque The Lost Carving: A Journey to the Heart of Making, publié aux États-Unis en 2012 et au Royaume-Uni en 2013. Entre autres choses, il décrit la résistance au sein de l'administration du palais à l'embauche d'un Américain pour restaurer un site du patrimoine britannique, sa collaboration avec d'autres sculpteurs sur bois qui travaillent à la restauration des sculptures de Gibbons endommagées par le feu et l'eau, leur effort commun pour saisir la technique spécifique de Gibbons et les discussions sur la question de savoir si les sculptures devaient être restaurées dans l'état où elles étaient à l'époque de Gibbons, ou si les couches de cire qui ont été appliquées sur ces sculptures originales non traitées au cours des siècles devaient être supprimées et donc être remises dans l'état dans lequel elles se trouvaient juste avant l'incendie.
Esterly critique l'utilisation de papier abrasif dans le lissage final des surfaces en bois. Le papier abrasif est une invention du XIXe siècle, inventé par l'historien de l'art John Ruskin qui a soutenu que les surfaces poncées développaient une « tranquillité terne et diffuse » (dans le texte original, Ruskin parle de « tranquillité douce et diffuse ») ; il a supposé que les sculpteurs sur bois baroques comme Gibbons rehaussaient leurs surfaces chatoyantes avec un soin particulier que les outils de sculpture permettraient d'atteindre. Un examen attentif des sculptures survivantes a cependant révélé des indentations régulières, indiquant que Gibbons avait utilisé la prêle d'hiver comme abrasif naturel pour lisser les surfaces. L'utilisation de cet abrasif est également documentée pour Michel Erhart, Veit Stoss et Tilman Riemenschneider.

## Society of the Virtuosi of St Luke
En 1689, Gibbons, avec neuf ou onze autres personnes, aurait fondé la Society of the Virtuosi of St Luke (Société des Virtuoses de Saint-Luc), une société d'artistes et de gentilshommes de la bourgeoisie aisée et active qui se réunit chaque semaine dans une taverne pour discuter de bon goût et de droit. Elle être considéré comme la plus ancienne association organisée d'artistes en Grande-Bretagne, ses membres étant activement impliqués dans les premiers efforts visant à créer une structure académique pour les arts à Londres. Parmi les autres premiers virtuoses figurent probablement les peintres Henry Cook et Michael Dahl et l'écrivain Richard Graham (Ier vicomte Preston). Les membres des premières années comprennent l'architecte Christopher Wren junior (1675-1747), le chirurgien William Cowper et le banquier Robert Child. Les candidats ne pouvaient être nommés que par les membres existants et le club a continué d'exister en tant que société exclusive jusqu'au XVIIIe siècle. L'adhésion était également très importante, à cinq guinées par an. Ils payaient la fête de saint Luc le 18 octobre de chaque année.

## Héritage
Le lien qui unit Gibbons avec Deptford est commémorée localement : l'école primaire Grinling Gibbons se trouve dans Clyde Street, près du site de Sayes Court à Deptford. Certaines parties de New Cross et Deptford se trouvaient dans le quartier du conseil « Grinling Gibbons » de 1978 à 1998.
La famille compte aujourd'hui une lignée ininterrompue de treize générations de sculpteurs sur bois. Le dernier rejeton a un atelier avec un petit musée à Ironbridge dans le Shropshire. Il utilise encore la marque laissée sur la quasi-totalité de son œuvre profane par son illustre ancêtre, la rose Tudor à cinq pétales.